# 30436 Busemann
30436 Busemann este o planetă minoră (asteroid) din centura de asteroizi. A fost descoperită pe 9 iunie 2000 la Stația Anderson Mesa de Lowell Observatory Near-Earth-Object Search. 
Obiectul prezintă o orbită caracterizată de o semiaxă mare de 2,6401027 UAi, o excentricitate de 0,17, o înclinație de 2,83239 ° în raport cu ecliptica.